# Варварівка (Самарівський район)
Варва́рівка — село в Україні, в Губиниській селищній громаді Самарівського району Дніпропетровської області. Населення за переписом 2001 року становить 188 осіб.

## Географія
Село Варварівка розташоване за 3 км від лівого берега річки Багатенька, на відстані 0,5 км від села Гнатівка. По селу протікає пересихаючий струмок з загатою.